# Nachal Šachar
Nachal Šachar (hebrejsky נחל שחר) je vádí v jižním Izraeli, v centrální části Negevské pouště.
Začíná v nadmořské výšce přes 400 metrů na svazích hory Har Šachar. Směřuje potom kopcovitou pouštní krajinou k severozápadu a západu, podchází dálnici číslo 40 a stáčí se k jihozápadu. Severně od vesnice Maš'abej Sade ústí zprava do vádí Nachal Atadim.